# Artignosc-sur-Verdon
Artignosc-sur-Verdon là một xã trong tỉnh Var thuộc vùng Provence-Alpes-Côte d’Azur, Pháp. Xã này có diện tích 18,53 km², dân số 238 người. Xã này nằm ở khu vực có độ cao tu 401-600 mét trên mực nước biển.

## Biến động dân số
| Năm | 1962 | 1968 | 1975 | 1982 | 1990 | 1999 | 2006 |
| --- | ---- | ---- | ---- | ---- | ---- | ---- | ---- |
| Dân số | 160  | 173  | 181  | 187  | 201  | 221  | 238  |
| From the year 1962 on: No double counting—residents of multiple communes (e.g. students and military personnel) are counted only once. |      |      |      |      |      |      |      |